# Sone Aluko
Omatsone „Sone“ Aluko (* 19. Februar 1989 in Birmingham) ist ein ehemaliger englisch-nigerianischer Fußballspieler, der zuletzt bei Ipswich Town unter Vertrag stand. Seine ältere Schwester Eniola war englische Fußballnationalspielerin.
Der als Sohn nigerianischer Einwanderer in Birmingham geborene Aluko gab sein Profidebüt für City am 28. August 2007 im League Cup gegen Hereford United. Drei Tage später wurde er zunächst bis Mitte Januar an den schottischen Erstligisten FC Aberdeen verliehen.
Er gab Ende Oktober sein Debüt für Aberdeen als Einwechselspieler gegen Falkirk. Sein erstes Tor im Profifußball erzielte er am 3. November bei einem 2:0-Erfolg über Dundee United. Nach seinen Leistungen in der Hinrunde wurde die Leihe bis zum Saisonende verlängert.
Im UEFA-Pokal 2007/08 konnte Aluko im Hinspiel des Sechzehntelfinals beim 2:2 gegen den FC Bayern München einen Treffer erzielen und einen weiteren vorbereiten. Im Rückspiel musste man sich jedoch mit 1:5 geschlagen geben. Zu Saisonbeginn 2008/09 wurde der FC Blackpool zur nächsten Ausleihstation für Aluko. Die „Seasiders“ verließ Aluko aber bereits nach nur zwei Spielen, da er am 1. September 2008 einen Dreijahresvertrag beim FC Aberdeen unterschrieb.
Aluko wurde seit 2004 regelmäßig in englische Jugendauswahlen berufen, zuletzt wurde er in der U-19 eingesetzt. Seit 2009 spielt er jedoch für die nigerianische Nationalmannschaft. 